# 8e régiment d'artillerie à pied (1910-1919)
Pour les articles homonymes, voir 8e régiment.
Ne doit pas être confondu avec 8e régiment d'artillerie à pied.
Le 8e régiment d'artillerie à pied est une unité de l'armée française ayant notamment participé à la Première Guerre mondiale. Ses traditions sont reprises par le 158e régiment d'artillerie à pied.

## Historique

### 1910 - 1914
Il est recréé le 1er mars 1910. Il est caserné à Épinal.

### Première Guerre mondiale
Au début de la mobilisation de 1914, le 8e RAP est constitué des batteries 1 à 6, qui se dédoublent pour former les batteries 21 à 26. Le régiment crée aussi une batterie de réserve (41e) et une batterie de dépôt (40e). Il forme également 10 batteries territoriales (numérotées de 1 à 10) et une batterie de dépôt territoriale (numérotée 40).

## Drapeau
Le 8e régiment d'artillerie à pied reçoit un drapeau en 1910, qui ne porte aucune inscription.